# Liste der Naturdenkmale in Auderath
Die Liste der Naturdenkmale in Auderath nennt die im Gemeindegebiet von Auderath ausgewiesenen Naturdenkmale (Stand 25. März 2024).

## Ehemalige Naturdenkmale
| Nr.         | Bezeichnung | Lage                                             | Beschreibung                                             | Bild                                    |
| ----------- | ----------- | ------------------------------------------------ | -------------------------------------------------------- | --------------------------------------- |
| ND-7135-373 | Fünf Buchen | nordöstlich des Ortes; Flur Am Johannesberg Lage | Fagus sylvatica, fünf Bäume; Rechtsverordnung aufgehoben | Direkt Bild zu diesem Denkmal hochladen |